# لینچ (کنتاکی)
لینچ (به انگلیسی: Lynch) شهری در ایالت کنتاکی کشور ایالات متحده آمریکا است که جمعیت آن در سرشماری سال ۲۰۱۰ میلادی، ۷۴۷ نفر بوده‌است.